# 陳朝威
陳朝威（1947年2月9日—2009年10月9日），成長於台灣高雄市，畢業於東吳大學經濟系、中國文化大學經濟研究所，爾後於國營企業歷任要職；重要經歷為臺灣製鹽總廠副總經理、台北大眾捷運公司董事長兼總經理、中國石油公司董事長、中美和石油化學公司董事長等職務，素以工程品質、工程安全和營運績效稱重於企業界。陳也曾於法鼓山、中華民國阿拉伯文化經濟協會等非營利組織擔任要職。
陳朝威於台北大眾捷運公司董事長兼總經理任內，曾主導台北捷運木柵線高科技行車軟體的破解，使木柵線得以行駛營運至內湖線通車前夕。
2002年11月29日，陳朝威答應民主進步黨台北市長候選人李應元之邀，擔任李的副手搭檔參選。
2009年10月9日，陳朝威因心肌梗塞逝世。

## 外部連結
- 銀河夜夜流[永久]
- 企業社會責任 專訪陳朝威董事長[永久]
- 聖靈山玉皇宮道元宗 宗主理元(陳朝威)簡介 （页面存档备份，存于）